# Ahoge

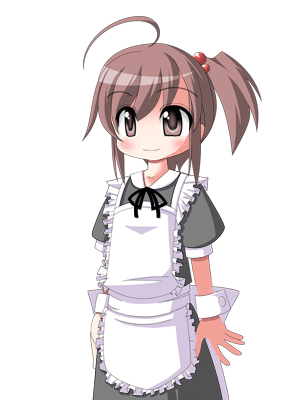
Un exemple typique d’ahoge.

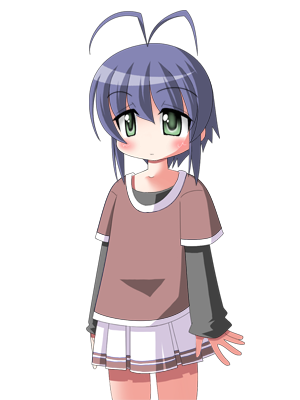
Un exemple typique d'antennes capillaires.

L’ahoge (あほげ, アホ毛, Ahoge), littéralement « cheveux stupides », est un signe visuel caractéristique des animes et mangas japonais. Il consiste en une simple — et souvent large — mèche de cheveux qui dépasse, en haut de la tête ; ce signe est le plus souvent utilisé pour identifier les personnages présupposés stupides, fainéants ou insouciants. En occident, Alfalfa, des Petites Canailles, serait le personnage le plus représentatif de l’ahoge. L’ahoge a fait son apparition sur de nombreux personnages mais reste habituellement limité aux personnages de comédies et surtout féminins. Les personnages masculins ayant un ahoge sont plus rares mais pas forcément inconnus, un exemple étant Edward Elric de la série Fullmetal Alchemist. En revanche, beaucoup de personnages masculins du manga satirique Hetalia portent l'ahoge.

## Caractéristiques
Les ahoge sont des traits naturels, qui ne sont pas créés par le biais d'accessoires de coiffure. Leur position est en général en haut de la tête, que cela soit à l'avant, à l'arrière ou sur les côtés. Leur apparence peut grandement varier, allant d'une forme longue et fine à une forme courte et épaisse.
Bien que les ahoge aient été vus sur des personnages depuis des décennies — Osamu Tezuka a créé des personnages ayant un ahoge en 1953[réf. souhaitée] —, la première série à avoir popularisé ce mot est Pani poni dash! : dans cette série, un personnage féminin nommé Himeko Katagiri en arbore un, et a même bénéficié d'un épisode spécial dédié à l'origine de son ahoge ; ce dernier semble quelquefois vivant, bougeant parfois tout seul et reflétant l’humeur du personnage.

## Antenne capillaire
Un autre type d’ahoge est l’« antenne capillaire », constituée normalement de deux — ou plus — mèches de cheveux, d’apparence similaire mais représentant différents traits du personnage.